# أمان فعال

الامان الفعال (بالإنجليزية: active safety) ويستخدم هذا المصطلح بطريقتين مميزتين:
الأولى، تستخدم بشكل عام في الولايات المتحدة الأميركية، والتي تشير إلى نظام أمان السيارات الذي يساعد في تفادي الحوادث، مثل التوجيه الجيد والفرامل.
في هذا السياق، الامان السلبي يشير إلى مواصفات تساعد في تقليل تأثير الحادث، مثل حزام الامان(المقعد)، الكيس الهوائي، وهياكل السيارات القوية.هذا الاستخدام اساسيا قابل للتبديل مع شروط السلامة الاساسية والثانوية التي يميل استخدامها عالمياً في معيار المملكة المتحدة.
المصطلح ايزو الصحيح هو (ISO 12353-1).
غير أن، مصطلح الامان الفعال يستخدم بشكل متزايد لوصف الأنظمة التي تستخدم لفهم حالة السيارة لتفادي وتقليل تأثيرات الحوادث.
هذه الأنظمة تتضمن أنطمة الفرامل، مثل نظام فرملة الطوارئ المساعدة، نظام مراقبة الجر ونظام الثبات الإلكتروني، التي تمنع الاشارات من مختلف أجهزة الاستشعار ليساعد السائق في التحكم بالسيارة.بالإضافة، إذا نظرنا إلى المستقبل، الأنظمة القائمة على أجهزة الاستشعار مثل أنظمة مساعدة السائق المتقدمة
التي تتضمن نظام التحكم بالتطواف الذكي وأنظمة التحذير من التصادم /التجنب/التخفيف أيضاً تعتبر أنظمة فعالة تحت هذا التعريف.
هذه التقنيات التطلعية متوقع ان تلعب دوراً متزايد في المستقبل في أنظمة التحذير من التصادم، التجنب، والتخفيف.
معظم موردي القطع الرئيسية مثل Aptiv,TRW و Bosch يطورون مثل هذه الانظمة.
و مع ذلك، لأن هذه الأنظمة تصبح أكثر تعقيداً، يجب معالجة الاسئلة المتعلقة باستقلالية السائق ولأي مرحلة هذه الأنظمة يجب أن تتدخل إذا اعتقدت أن وقوع الحادث محتمل.
في الهندسة، أنظمة الامان الفعالة هي أنظمة مفعلة استجابةً لمشكلة أمان أو حدث غير طبيعي، مثل هذه الانظمة ممكن أن تتفعل عن طريق عامل بشري، اتوماتيكياً عن طريق نظام الكمبيوتر، أو ميكانيكياً.في الهندسة النووية، أنظمة الامان الفعال تتباين مع الامان السلبي في أنه يعتمد على المشغل أو تدخل الحاسوب الآلي، بينما أنظمة الامان السلبي تعتمد على قوانين الطبيعة لتجعل المفاعل يستجيب للحوادث الخطرة بطريقة مواتية.

## امثلة
- قضبان التحكم التي تعمل بالحاسوب في محطة القوى النووية تقوم بتزويد نظام امن فعال، بينما الوقود الذي ينتج حرارة اقل عند درجات عالية غير طبيعية يشكل خاصية امن سلبي.
- أنظمة تجنب الاصطدام في السيارات الحديثة.
- العديد من البنايات قامت بربط أجهزة انذار الحريق التي يمكن تشغيلها يدوياً عن طريق الضغط على زر أو كسر صفيحة زجاجية مرفقة بأجهزة استشعار.

## القطاع الآلي
في القطاع الآلي، مصطلح الامان الفعال أو (الامان الاساسي) يشير إلى أنظمة الامان الفعالة ما قبل وقوع الحادث.هذا بالعادة يشير إلى انظمة غير معقدة مثل حسن الرؤية من السيارة ومدى انخفاض صوت الضوضاء الداخلي. غير ان هذه الايام هذا المجال يتضمن أنظمة عالية التطور مثل نظام منع الكبح،نظام الثبات الالكتروني والتحذير من التصادم /التجنب من خلال الكبح التلقائي.هذا يقارن مع الامان السلبي أو (الامان الثانوي)، بحيث يكون فعال خلال الحادث.لهذه الفئة ينتمي حزام الامان، مناطق التشوه، واكياس الهواء، الخ.
التقدم في انظمة الامان السلبي احرزت سيراً على مدى السنين، والقطاع الآلي قد حرك اهتمامه نحو الامان الفعال بحيث لا يزال هنالك الكثير من المجالات غير المكتشفة.الابحاث اليوم تركز بشكل اساسي على التحذير من التصادم (مع سيارات أخرى، المشاة، والحيوانات البرية)، ومع مجموعة من السيارات.

### امثله على الامان الفعال
- الرؤية الجيدة من مقعد السائق،
- انخفاض صوت الضوضاء الداخلي،
- امكانية قراءة رموز الاجهزة والتحذير،
- التحذير المبكر لعطل خطير في الفرامل،
- الشاشات المواجهة للسائق،
- التوازن والتحكم الجيد بالشاسية،
- قبضة جيدة،
- أنظمة منع الكبح،
- نظام الثبات الالكتروني،
- تقييم الشاسية،
- التكيف الذكي للسرعة،
- فرملة الطوارئ المساعدة
- التحكم في الجر،
- التحذير من التصادم/التجنب،
- نظام التحكم بالتطواف الذكي،
- التوزيع الالكتروني لقوة الفرامل.

### امثلة على الامان السلبي

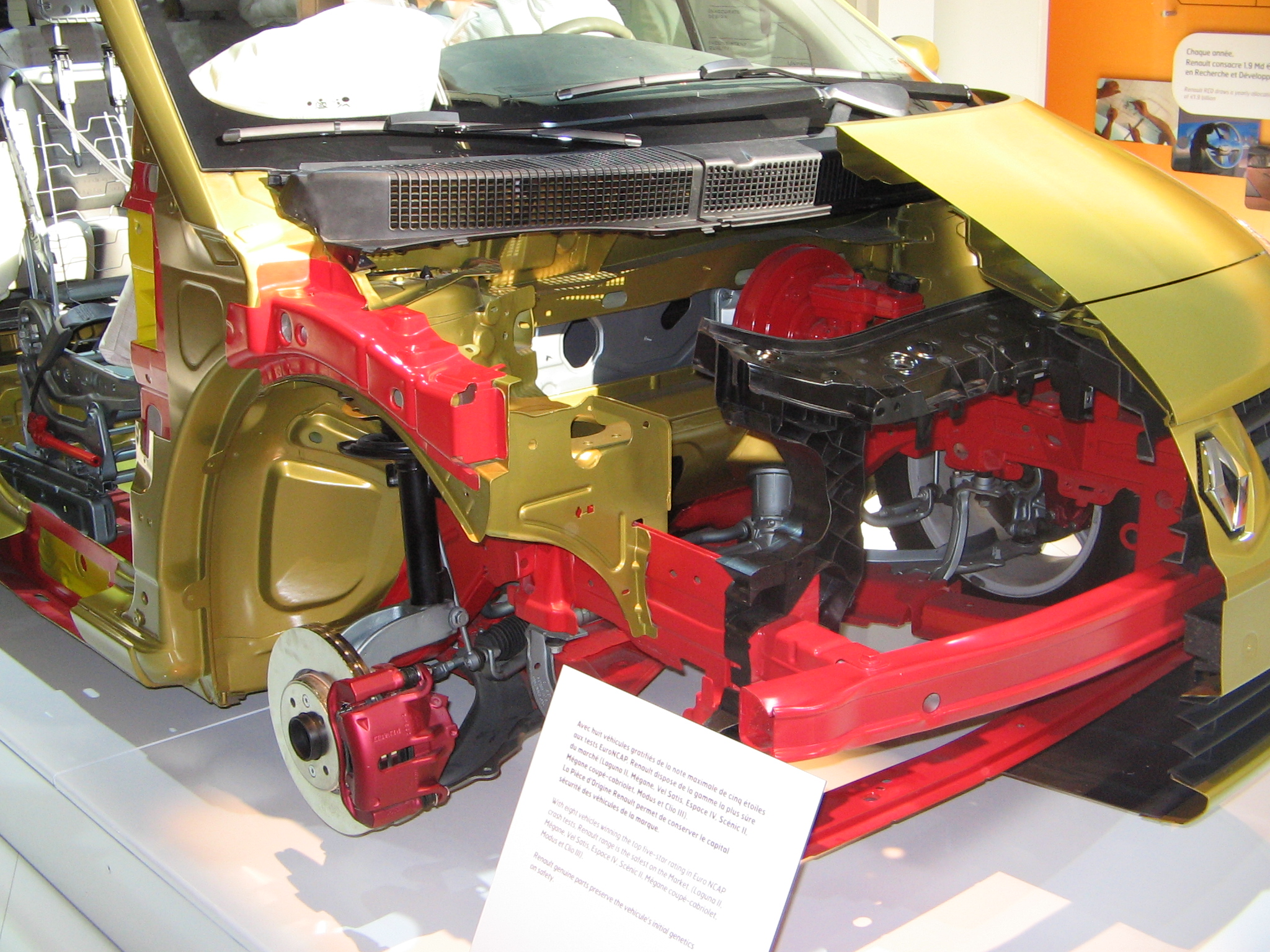
الهيكل الأمامي لسيارة رينو سينيك يظهر مناطق التكويم

- خلية سلامة الركاب،
- مناطق التكويم،الهيكل الأمامي لسيارة رينو سينيك يظهر مناطق التكويم
- احزمة الامان،
- أكياس الهواء،
- الزجاج الرقائقي،
- خزانات وقود موضوعة بشكل صحيح،
- وقف تشغيل مضخات الوقود.